# Кашино (платформа)
Ка́шино — остановочный пункт хордовой линии Мытищи — Фрязево Ярославского направления Московской железной дороги в Богородском городском округе Московской области.
Названа по деревне Кашино Богородского городского округа.
Построена в 1971 году вместе с участком Монино — Фрязево, замкнувшим хордовую линию Мытищи — Фрязево между Ярославским и Горьковским направлениями МЖД.
Имеет две боковые платформы. Западная достроена в 2003 году. Не оборудована турникетами.
Является промежуточной для электропоездов на Москву-Ярославскую, следующих со станции Фрязево (12 пар).
Время движения от Ярославского вокзала — около 1 часа 25 минут, от станции Фрязево — около 20 минут.
Напрямую к платформе общественный транспорт не подходит, ближайшая остановка — Кашино (1,5 км).